# Beställtryck
Beställtryck (engelska: Print on demand – POD) är en tryckeriteknik och process i förlagsbranschen som innebär att nya exemplar av en bok, noter, eller andra dokument, trycks först då förlaget får en order. För böcker används även termen books on demand.
Beställtryckssystemet uppkom när den digitala trycktekniken började nå samma kvalitet som den tidigare konventionella.[källa behövs]
Metoden innebär att förlaget inte har några kostnader för lagerhållning, eftersom böckerna trycks först då det kommer in en beställning till förlaget. De som ger ut böcker i den formen är ofta även enskilda personer, föreningar och liknande. De verk som ges ut är då ofta sådana som de traditionella förlagen inte anser vara kommersiellt intressanta. Ofta levererar författaren färdiga och tryckbara texter/illustrationer samt ger ut verket på eget förlag. Så små upplagor som en enda bok kan framställas. De kan även tilldelas ISBN-nummer. 

## Sverige
För mindre upplagor (färre än 30 exemplar) gäller i Sverige att två pliktexemplar ska lämnas, ett vardera till Kungliga biblioteket och Lunds universitetsbibliotek. För större upplagor ska sju pliktexemplar lämnas.
I jämförelse med vanlig förlagsutgivning är omfattningen i Sverige omkring 13 % av landets totala bokproduktion (december 2017).[källa behövs]